# Prenomi nelle lingue celtiche

## Nomi maschili
| Italiano   | Irlandese          | Gaelico Sc. | Gallese        | Cornico      | Bretone                     |
| ---------- | ------------------ | ----------- | -------------- | ------------ | --------------------------- |
| Adamo      | Ádhamh, Ádam       | Adhamh      | Adda           |              | Adam                        |
| Adriano    | Aidrean            |             | Adrian         | Adrian       | Adrian                      |
| Agostino   | Agaistín           |             | Awstin         |              | Aogustin                    |
| Alberto    | Ailbhe             | Ailbeart    |                |              | Alberzh                     |
| Alessandro | Alastar            | Alasdair    | Alecsander     | Aleksander   | Aleksandr                   |
| Andrea     | Aindriú            | Aindrea     | Andreas        |              | Andrev                      |
| Antonio    | Antoin             |             | Antony         |              | Anton                       |
| Aronne     | Árón               |             |                |              | Aaron                       |
| Arturo     |                    | Artair      | Arthur         |              | Arzhur                      |
| Bartolomeo | Parthalán          | Pàrlan      |                |              | Bertele(me)                 |
| Basilio    | Breasal            |             |                |              |                             |
| Benedetto  | Beinidict          |             | Bened          | Benedikt     | Benead                      |
| Bernardo   | Bearnárd           |             |                |              | Bernez                      |
| Carlo      | Searlas            | Teàrlach    | Siarl          | Charlys      | Charlez, Jarl               |
| Costantino | Constantine        |             | Cystennin      | Kostentin    | Kustentin                   |
| Cristoforo | Cristoir           | Criostal    |                |              | Kristof, Kristol, Kristoc'h |
| Daniele    | Dainiél            |             | Daniel         |              | Daniel                      |
| Davide     | Daibhí, Daibhead   | Daibhidh    | Dewi           |              | Devi, Dewi                  |
| Domenico   | Damhnaic, Doiminic |             |                |              | Dominig                     |
| Edmondo    | Éamonn             |             |                |              | Edmont                      |
| Edoardo    | Eadbhárd           | Eideard     | Edward         | Edouart      | Edouarzh                    |
| Enrico     | Annraoi, Anraí     | Eanraig     | Harri          | Henry        | Herri                       |
| Ernesto    | Earnán             |             |                |              | Ernest                      |
| Felice     | Felic              |             | Ffelics        |              | Felis, Feliz                |
| Filippo    | Pilib              |             |                |              | Fulup                       |
| Francesco  | Proinséas          |             | Ffransis       | Fransis      | Frañsez                     |
| Gerardo    | Gearoid            |             |                |              |                             |
| Giacomo    | Séamus             | Seumas      | Iago           | Jamys        | Jakez                       |
| Giorgio    | Seoirse            | Seòras      | Siôr           | Jori         | Jord                        |
| Giovanni   | Eoin               | Iain        | Ioan           | Jowann       | Yann                        |
| Giulio     | Iúil               |             | Iŵl            | Yuli         | Juluan                      |
| Giuseppe   | Seosamh            | Eòsaph      | Joseff         | Yosep        | Jozef, Jozeb                |
| Goffredo   | Seafraid           |             |                | Jeffri       | Jafrez                      |
| Gregorio   | Gréagóir           | Griogair    | Grigor         | Gregori      |                             |
| Gualtiero  | Ualtar             | Bhaltair    | Gwallter       |              | Gaoter                      |
| Guglielmo  | Liam               | Uilleam     | Gwilym         | Wella        | Gwilherm                    |
| Isacco     | Íosac              |             | Isaac          |              | Izaag                       |
| Leone      | León               |             | Leo            | Lew          | Leon                        |
| Lorenzo    | Labhrás            |             |                |              | Laorañs                     |
| Luca       | Lúcás              |             | Luc            | Luk          | Lukaz                       |
| Luciano    |                    |             |                | Lusi         | Lusian, Lukian              |
| Luigi      | Alaois, Alabhaois  |             |                |              | Loeiz                       |
| Marcello   | Mairsial           |             |                | Marsell      | Marsel                      |
| Marco      | Marcas             | Mark        | Marc           | Margh        | Mark                        |
| Martino    | Mairtín            | Màrtainn    | Martin         | Martyn       | Marzhin                     |
| Matteo     | Maitiu             | Mata        | Mathew         |              | Mazhev                      |
| Maurizio   | Muiris             |             |                |              |                             |
| Michele    | Mícheál            |             | Meical         | Mighal       | Mikael                      |
| Nicola     | Cóilín, Nicolás    |             | Niclas         | Nikolas      | Nikolaz                     |
| Oliviero   | Oilibhéar          |             |                |              | Olier                       |
| Orlando    | Rodhlann           |             |                |              |                             |
| Paolo      | Pól                | Pol         | Paul           | Pawl, Po(w)l | Paol                        |
| Patrizio   | Pádraig            | Pádruig     | Padrig         |              | Padrig                      |
| Pietro     | Peadar             | Peadair     | Pedr           | Peder        | Pêr                         |
| Raimondo   | Réamann            |             |                |              | Remont                      |
| Riccardo   | Risteard           |             | Rhisiart       | Richart      | Richarzh                    |
| Roberto    | Roibeard           | Raibeart    | Robat, Rhobert |              | Roparzh                     |
| Simone     | Síomón             | Sim         | Simon          | Symon        | Simon                       |
| Stefano    | Stíofán            |             | Steffan        | Stefan       | Stefan                      |
| Teodoro    | Téodóir            |             |                |              |                             |
| Tommaso    | Tomás              |             |                | Tommas       | Tomaz                       |
| Vincenzo   | Uinsean            |             |                |              | Visant                      |
| Vittorio   |                    |             |                | Viktor       |                             |

## Nomi femminili
| Italiano   | Irlandese        | Gaelico Sc. | Gallese | Cornico | Bretone        |
| ---------- | ---------------- | ----------- | ------- | ------- | -------------- |
| Agata      | Agata            |             |         |         |                |
| Agnese     | Aignéis          |             |         |         |                |
| Alice      | Ailís            |             |         |         |                |
| Anastasia  | Annstas          |             |         |         |                |
| Angela     | Aingeal          |             |         |         | Añjela         |
| Barbara    | Báirbre          |             |         |         |                |
| Carlotta   | Séarlait         |             |         |         |                |
| Caterina   | Caitrín          |             |         |         | Katell         |
| Cecilia    | Síle             |             |         |         |                |
| Elena      | Léan             |             |         |         | Elena          |
| Eleonora   | Eileanóra        |             |         |         |                |
| Elisabetta | Isibéal, Eilís   | Ealasaid    |         |         | Elesbed        |
| Eva        | Eábha            |             |         |         | Eva            |
| Evelina    | Eibhlín          |             |         |         |                |
| Francesca  | Proinnséas       |             |         |         | Frañseza, Seza |
| Giovanna   | Siobhán          |             |         |         | Janed          |
| Giuseppina | Seosamhín        |             |         |         |                |
| Giulia     | Iúile            |             |         |         |                |
| Irene      | Eireen           |             |         |         |                |
| Luisa      | Aloisia          |             |         |         | Loeiza         |
| Maddalena  | Madailéin        |             |         |         | Madalen        |
| Margherita | Mairéad          |             |         |         | Marc'harid     |
| Maria      | Máire            | Màiri       | Mair    | Marya   | Mari           |
| Marta      | Marta            |             |         |         |                |
| Paola      | Póilín           |             |         |         |                |
| Patrizia   | Pádraigín        |             |         |         |                |
| Rachele    | Ráichéal         |             |         |         |                |
| Rosa       | Rós, Róisín      |             |         |         |                |
| Susanna    | Súsanna          |             |         |         |                |
| Teresa     | Toiréasa, Treasa |             |         |         |                |